# Phyllophaga navassa
Phyllophaga navassa är en skalbaggsart som beskrevs av Robert E. Woodruff och Steiner 2011. Phyllophaga navassa ingår i släktet Phyllophaga och familjen Melolonthidae. Inga underarter finns listade i Catalogue of Life.